# Шрёдер, Иоганн
Иоганн Иоахим Шрёдер (нем. Johann Joachim Schröder; 6 июля 1680, Нойкирхен, Гессен — 19 июля 1756, Марбург) — немецкий востоковед, библиотекарь, протестантский теолог и историк церкви.

## Биография
Иоганн Шрёдер родился в семье торговца и церковного старосты Иоганна Кристофа Шрёдера и дочери бургомистра Нойкирхена Юдит Шрёдер (урождённая Функ). В 13 лет стал посещать гимназию в Бад-Херсфельде. С 1698 года изучал философию и теологию в Марбургском университете, а также посещал лекции по философии Георга Ото, Иоганна Георга Бранда, Максимилиана Перцелли, Валентина Рименшнайдера и Самюэля Андрэ.
Заинтересовавшись востоковедением и восточными языками, Иоганн Шрёдер принялся изучать эфиопский и армянский языки у Хиоба Лудольфа в Франкфурте-на-Майне. Вслед за этим в 1705 году Шрёдер отправился на обучение в Утрехтский университет, где встречался с Германом Александром Роэлем, Мельхиором Лейдекером, Генрихом Понтанусом и Адрианом Реландом. В университете Амстердама, где Шрёдер оказался после Утрехта, ему удалось встретиться с двумя армянскими епископами и некоторыми учёными евреями, общение с которыми замотивировало его на изучение восточных языков ещё сильнее.
Шрёдер стал активно изучать армянский язык и вместе с армянским епископом Томасом Гольтанезисом собирался отправиться на Восток. Однако поездка не удалась из-за болезни епископа, и Шрёдер в 1707 остался пережидать в Москве, где он стал изучать обычаи, язык и культуру России. Из-за смерти в 1708 году Гольтанезиса Шрёдер не мог продолжить своё путешествие и был вынужден вернуться в Амстердам. В Амстердаме Шрёдер продолжил свои армянские штудии и принялся за составление армянской грамматики. Продолжал свою работу во время поездки в Англию, где познакомился с востоковедами из Оксфорда и Кембриджа. После возвращения в Германию в 1711 году Шрёдер издал армянскую грамматику под заголовком «Thesauri linguae Armenicae».
В 1713 году Иоганн Шрёдер стал профессором восточных языков Марбургского университета, а в скором времени взялся за работу в университетской библиотеке и на факультете гебраистики. В 1737 году Шрёдер стал чрезвычайным профессором теологии.
Шрёдер был женат дважды (в 1715 и 1718). Первый брак с Катериной Кристиане, дочерью государственного служащего, был бездетный. От второго брака с Марией Амалией у Шрёдера было четыре сына и шесть дочерей. Сыновья Николаус Вильгельм (1721—1798) и Иоганн Вильгельм (1726—1793) стали профессорами и востоковедами, сын Людвиг Конрад (1724—1801) стал профессором права, сын Филипп Георг стал придворным врачом.

## Труды
Главный труд Шрёдера — «Thesaurus linguae Armenicae antiquae et hodiernae» (1711) — посвящён истории и грамматике армянского языка и содержит отсылки к армянской литературе. Помимо данной книги перу Шрёдера принадлежат также следующие работы.
- Trauercypressen, oder letztes Ehrengedächtniß Th. H. Neuberts Predigers zu Hülse. Marburg 1702
- Diss. inauguralis de Abrahami risu. Marburg 1703
- Progr. de Patriarcharum, et separatim Josephi, laudibus, ad aud. sub ejus praesidio orationem hebraicam J. W. Schoenfeld, Neukirch. Hass. da vita et rebus gestis Jacobi Patriarchae. Marburg 1713
- Progr. de veritatis studio etc. Marburg 1714
- Diss. de rebus Armenicis ad J. Chamberlaynium. Marburg 1714
- Diss. de ruto ardente et non comburente (ad Exod. 3, 1 sqq). Marburg 1714
- Diss. historica de cereorum diurnorum in ecclesiis christianis origine et usu. Marburg 1715
- Diss. de annis Achasiae, Judaeorum Regis, ad concilienda loca 2 Reg. 7, 26 et 2 Chron. 12, 2. Marburg 1715
- Diss. philol. critica de primaeva lingua Ebraica. Marburg 1716
- Diss. I et II de natura linguae Ebraicae. Marburg 1716—1717
- Diss. Historia de haeresi Audianorum. Marburg 1716
- Theses philosophicae miscellaneae. Marburg 1716
- Diss. de precibus Hebraeorum. Marburg 1717
- Diss. de haeresi Apollinaristica. Marburg 1717
- Diss. de Nebuchadnetsare, Chaldaeorum Rege. Marburg 1719
- Diss. hist. eccles. de Nethinaeis. Marburg 1719
- Diss. I et II de Pseudoprophetis. Marburg 1720
- Diss. ad locum difficillimum Genes. 4, 23. 24. de Lemecho homicida ejusque vindicta. Marburg 1721
- Theses selectae ex antiquitalibus ebraicis. Marburg 1722
- Diss. philol. de hortis veterum Ebraeorum. Marburg 1722
- Diss. ad locum Judic. 15, 4. 5. de vulpibut Simsonis b, l. vonSimson’s Füchsen. Marburg 1723
- Diss. de Azazelis hirco ejusque ritibus ac mysterio. Marburg 1725
- Progr. quo publicatum est festum saeculare secundum Acad. Marb. Marburg 1727
- Progr. in obitum Catharinae Christianae, J. S. Kirchmeieri Theologiae D. et Prof. coni. Marburg 1727
- Veterum Poëtarum Graecorum poëmata aut poëmatum . . . selecta, eo consilio nuno denuo digesta, ut juveatuis non unum, sed plerosque omnes Poëtas Graecos, quorum quidem scripta supersunt, mature cognoscere possit. Marburg 1733
- Orationes veterum Oratorum Graecorum selectae. Marburg 1734
- Hypomnemata historiae ecclesiasticae a Christo nato secundum saeculorum ordinem digesta, et in usum auditorii sui edita. Marburg 1737
- Diss. da veterum Ebraeorum primogenitis et eorum praerogativis maxime sacerdotio. Marburg 1741
- Diss. theologico — philologica de Urim et Tymmim in Pontificis Ebraeorum pectorali positis, in qua errores veterum et recentiorum indicantur et refutantur, vera sententia exponitur et de-monstratur, varia Sacrae Scripturae loca, inprimis Exod. 28, 30. 39, 8 sqq. Levit. 8. 8. Numer. 27, 21. Deut. 83, 8. 1 Sam. 28, 6. 30, 7. Hos. 3, 4 etc. solide vindicantur et explicantur, totumque argumentum in clara luce collocatur. Marburg 1744
- Theses selectae ex antiquitalibus Ebraicis. Marburg 1745
- Progr. ad audiend. orationem inauguralem J. G. Kraft. Marburg 1745
- Progr. in funere Jo. Borelli, Med. D. Marburg 1747
- Progr. ad eligendum novum Prorectorem acad. Marburg 1748
- Positionas miscellaneae ex antiquitatibus ebraiois depromtae. Marburg 1748